# Athyrma perficiens
Athyrma perficiens là một loài bướm đêm trong họ Erebidae.